# ハマオモトヨトウ
ハマオモトヨトウ（Brithys crini）は、チョウ目・ヤガ科に分類されるガの一種。

## 分布
ヨーロッパ、アフリカ、インド、スリランカ、ミャンマー、ベトナム、シンガポール、ジャワ島、オーストラリア、中国、台湾、韓国（済州島）、日本（本州、四国、九州、屋久島、種子島）に分布する。

## 特徴
開張20mm。前翅は黒褐色で腎状紋が肌色となる。終齢幼虫は体長40mmで、頭部は橙褐色。
ハマオモト、ヒガンバナ、アマリリス、スイセン、タマスダレを寄主植物とする。幼虫は花の組織に侵入して食べるほか、さらに葉や偽茎部を食害する。